# チェック・ザ・ボックス規則
チェック・ザ・ボックス規則（Check-the-box Classification Regulations）は、1996年に制定され、1997年1月1日から施行されたアメリカ合衆国の財務省の規則で、連邦税に関して、コーポレーション以外の企業体に対して、企業体そのものを課税主体とする事業体課税か、それとも構成員課税を採るかの選択権を与えるものの一般的呼称。

## 従来の規則
チェック･ザ･ボックス規則導入以前には、コーポレーション以外の企業体の税務的取り扱いは、1988年に制定されたキントナー規則（Kintner Regulations）と呼ばれる規則で判断されていた。これは、有限責任（limited liability）・永続性（continuity of life）・経営の集中（centralization of management）・持分の譲渡性（free transferability of the shares）の四つの要素のうち三つ以上を持つものについては、コーポレーションとして課税するというものであった。
逆に言えば、その要素が二つ以下であれば、パススルー課税（企業体には課税されずその構成員の所得として課税する）が認められるわけで、キントナー規則の導入によりLLCの利用が加速度的に普及した。しかし、LLCを中心に、必ずしもビジネス上の必要性はないのに、キントナー規則のもとでパススルーが認められることのみを目的とした企業設計が横行するといった弊害も見られるようになった。また、個々のケースにおいて、キントナー規則のもとでパススルーが認められるかどうかについても、必ずしも予見可能性や明確性を欠くきらいもあった。また、アメリカにおいては、LLCに限らず各州法のもとで様々な企業体が創出される可能性があることや、法律の異なる外国から進出してきた企業のアメリカでの税務的取り扱いを明確・単純にする必要性があった。

## チェック・ザ・ボックス規則
チェック･ザ･ボックス規則のもとでは、コーポレーションまたはコーポレーションと見なされる例外的な企業以外の企業体（eligible entity）は、Form 8832という届出をすることによって、コーポレーションとして課税される企業体、パートナーシップとして取り扱われる企業体（パススルー）のいずれかを選択することができる。また、構成員が一名の企業体の場合には、税務上は別個の企業体としての存在を無視する選択も可能である。
チェック･ザ･ボックス規則という呼称は、上記の選択をするときにForm 8832の該当箇所のボックスにチェックマークを入れるところから来ている。
Form 8832の届出をしなかった場合の取扱（default classification）は次のとおり。
- 国内の企業体はパートナーシップとして取り扱われる。
- 外国の企業体は、少なくとも1名無限責任の構成員がいるときにはパートナーシップとして、そうでない場合にはコーポレーションとして取り扱われる。

## 州税の取扱
チェック･ザ･ボックスによる選択をしたからといって、必ずしも州税においても同様の取扱がされることにはならないことに注意すべきである。